# Xenogryllus transversus
Xenogryllus transversus är en insektsart som först beskrevs av Walker, F. 1869.  Xenogryllus transversus ingår i släktet Xenogryllus och familjen syrsor. Inga underarter finns listade i Catalogue of Life.